# Desmaucha
Desmaucha là một chi bướm đêm thuộc họ Gelechiidae.